# People in Planes
People in Planes — музичний гурт (жанр: альтернативний рок, інді-рок). Був заснований у 2000 році в Кардіффі (Уельс) під назвою «Robots In The Sky». Сучасна назва гурту пов'язана із захопленням учасників гурту подорожами.
У 2013 році гурт розпався.

## Учасники колективу
- Гарет Джонс — вокал, ритм-гітара, клавішні;
- Піт Робертс — лідер-гітара, бек-вокал;
- Кріс Блайт — бас-гітара;
- Джон Мелоні — барабани;
- Аян Рассел — клавішні (приєднався до групи після того, як вони вирішили перейменувати на «People in Planes»)

## Дискографія

### Студійні альбоми
- Splendid Animation (2002), [A]
- As Far as the Eye Can See (2006)
- Beyond the Horizon (2008)

### Мініальбоми
- People in Planes EP (2005)
- Acoustic EP (2006)
- Gung Ho For Info EP (2009)

### Сингли
| «E.T.A»                                                                          | 2000 | —   | —  | —  | Сингл без альбому         |
| «Mr. Bishi»                                                                      | 2001 | —   | —  | —  | Splendid Animation        |
| «De-rail»                                                                        | 2001 | —   | —  | —  | Splendid Animation        |
| «Pollenfever»                                                                    | 2002 | —   | —  | —  | Splendid Animation        |
| «Talking Heads»                                                                  | 2005 | 100 | 32 | —  | Сингл без альбому         |
| «If You Talk Too Much (My Head Will Explode)»                                    | 2006 | —   | —  | 33 | As Far As The Eye Can See |
| «Barracuda»                                                                      | 2006 | —   | —  | —  | As Far As The Eye Can See |
| «Falling by the Wayside»                                                         | 2006 | —   | —  | —  | As Far As The Eye Can See |
| «Mayday (M'aidez)»                                                               | 2008 | —   | —  | —  | Beyond the Horizon        |
| «Pretty Buildings»                                                               | 2008 | —   | —  | —  | Beyond the Horizon        |
| «Last Man Standing»                                                              | 2009 | —   | —  | 30 | Beyond the Horizon        |
| «Know By Now»                                                                    | 2009 | —   | —  | —  | Beyond the Horizon        |
| «—» релізи, що не потрапили у чарти або не були випущені у відповідних регіонах. |      |     |    |    |                           |

#### Нотатки
1. ↑  Альбом Splendid Animation було випущено піз назвою Tetra Splendour.
2. ↑  Сингл «E.T.A» було випущено під назвою Robots in the Sky.
3. ↑  Сингл «Mr. Bishi» було випущено піз назвою Tetra Splendour.
4. ↑  Сингл «De-rail» було випущено піз назвою Tetra Splendour.
5. ↑  Сингл «Pollenfever» було випущено під назвою Tetra Splendour.